# Miedwieżje (rejon głuszkowski)
Miedwieżje (ros. Медвежье) – osiedle typu wiejskiego w zachodniej Rosji, w sielsowiecie kobylskim rejonu głuszkowskiego w obwodzie kurskim.

## Geografia
Miejscowość położona jest nad rzeką Sejm, 7,5 km od centrum administracyjnego sielsowietu kobylskiego (Kobyłki), 9,5 km od centrum administracyjnego rejonu (Głuszkowo), 117 km od Kurska.

## Demografia
W 2010 r. miejscowość zamieszkiwała 1 osoba.